# Transparente de Croncels

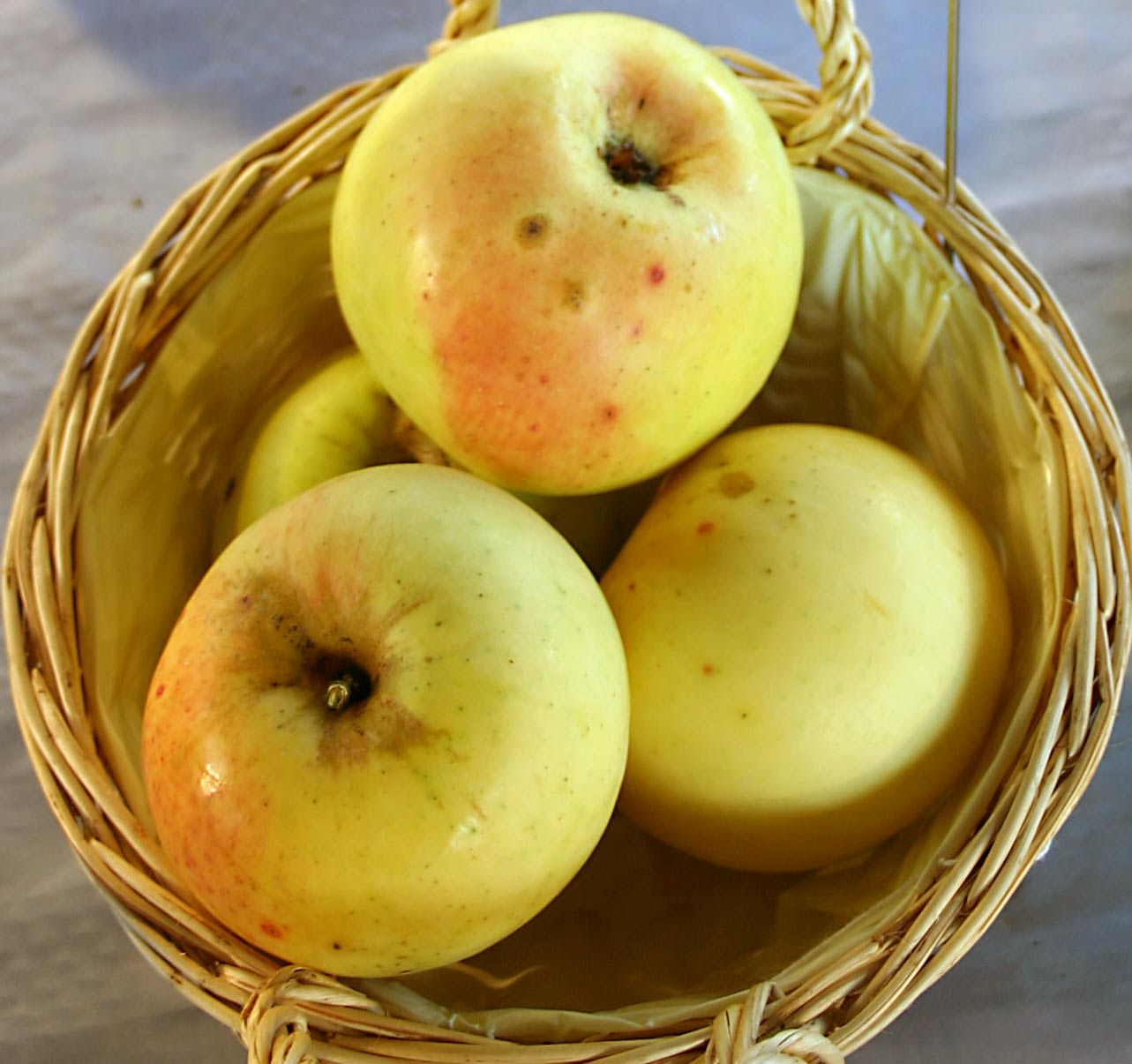
Transparente de Croncels

Transparente de Croncels är en äppelsort vars ursprung är Frankrike. Sjukdomar som dess träd kan drabbas av är skorv och mjöldagg. Äpplet plockas i oktobers början, och håller efter plockning cirka tre veckor. Skalet är mestades gulvit. Köttet som är gulvitt, har en söt, en aning kryddig och vinsyrlig, smak. Äpplet har hög C-vitaminhalt enligt analyser I Sverige och Tyskland[källa behövs]. Äpplet passar både som ätäpple såsom köksäpple. Blomningen på detta äpple är en aning sen, och äpplet pollineras av bland annat Berner Rosenäpple, Cox Orange, Ecklinville, Filippa, James Grieve, Maglemer, McIntosh, Ontario, Oranie, Transparente Blanche och Wealthy. I Sverige odlas Transparente de Croncels gynnsammast i zon I-II och zon III. Blir ofta utsatt för skorvangrepp. Densitet 0,73. Olika uppgifter om sortens skorvkänslighet förekommer. Har självsterilitetsgenerna S2S3. 
Sorten började att säljas i Sverige år 1896 av Alnarps Trädgårdar.